# لیگ برتر فوتبال اسرائیل
لیگ برتر فوتبال اسرائیل (به عبری: ליגת העל) معتبرترین لیگ فوتبال اسرائیل است  است که از سال ۱۹۹۹ تاکنون برگزار می‌شود. این لیگ از ۱۴ تیم که از سراسر این کشور در آن شرکت می‌کنند برگزار می‌شود.
باشگاه فوتبال مکابی تل آویو با ۲۶ قهرمانی پرافتخارترین تیم این سری مسابقات به حساب می‌آید.

## باشگاه‌ها بر پایه قهرمانی
- قهرمانان از سال ۱۹۳۱ تا به حال

| باشگاه                   | قهرمانی |
| مکابی تل‌آویو             | ۲۶      |
| مکابی حیفا               | ۱۵      |
| هاپوئل تل‌آویو            | ۱۳      |
| هاپوئل پتخ تیکوا         | ۶       |
| بیتار اورشلیم            | ۶       |
| مکابی نتانیا             | ۵       |
| هاپوئل بئرشبع            | ۵       |
| هاکواه آمیدار رمت گن     | ۲       |
| بنی یهودا تل آویو        | ۱       |
| بیتار تل آویو            | ۱       |
| هاپوئل رمت گن            | ۱       |
| هاپوئل حیفا              | ۱       |
| هاپوئل ایرونی کریات‌شمونا | ۱       |
| نیروی پلیس بریتانیا      | ۱       |
| هاپوئل کفار سابا         | ۱       |